# 渡辺未優
渡辺 未優（わたなべ みゆ、1991年2月22日 - ）は、岩手県出身のモデル、タレント。元グラビアアイドル。フリップアップ所属。
いとこはプラチナムプロダクション所属の西原有紀。夫はサッカー選手の川瀬浩太。

## 略歴
- 2005年4月、スカウトがきっかけで岩手発のアイドル・ユニット、LOVE YOURSに加入。間もなくして解散し、その後本格的にグラビア活動を開始。
- 2006年1月、YS乙女学院五輪組に所属。
- 2009年10月、三洋物産イメージガール4代目ミスマリンちゃんに[5]、歴代最年少で選出。
- 2012年6月、日テレG+サポーターズに選出[6]。
- 2014年10月、ドラゴンクエストX第三期初心者大使オーディションを受け、合格。翌月より同タイトルのニコニコ生放送を配信、出演。
- 2019年より、香港在住でモデル、タレント活動をしている[7][8]。
- 2022年2月、かねてから交際をしていたサッカー選手の川瀬浩太と結婚[4]。
- 2024年5月29日、第一子となる女児を出産した。

## 人物
- 趣味は、ヨガ、食べ歩き、音楽、ライブ鑑賞、特技は水泳[2]。
- 将来の夢は、月9に主演出来るような女優[9][リンク切れ]。
- プロ野球が好きで読売ジャイアンツの選手で憧れの存在は「24番ですね。私が野球を好きになる前から、家族で見ていて、一方的に親しみを抱いていました」とコメントを残している[10]。

## 作品

### 映像作品
- ナチュラル LOVE YOURS（2005年5月27日、マーレ）
- Shine 〜光輝く時間〜（2005年7月15日、マーレ）
- 未優14歳（2005年9月23日、ぶんか社）
- ひだまり（2006年1月31日、スパークビジョン）
- step（2006年9月27日、avex network）
- Jump（2007年8月22日、クレイヴ）
- 未優16歳（2008年2月16日、晋遊舎） - ISBN 978-4-88380-724-6。
- Summer's Memory 〜抱きしめたい〜（2008年10月22日、グラッソ）
- SWINUTION（2009年4月3日、ティーエムシー）
- 初恋 〜キス〜（2009年10月23日、イーネット・フロンティア）
- 愛（らぶ）マリンちゃん（2010年1月22日、グラッソ）
- Fresh!Eye（2010年3月26日、グラッソ）
- ナマミユ（2010年8月25日、エアーコントロール）
- Angel Kiss 〜プレミアム〜（2010年11月20日、TRICO）
- 淑女（2012年8月31日、グラッソ）
- 恋わずらい（2013年8月23日、イーネット・フロンティア）
- 凛とした清純（2014年1月23日、ギルド）
- みゆお姉ちゃん（2014年5月23日、竹書房）

## 出演

### テレビ
- むちゃぶり!（2008年7月31日 - 9月18日、TBS） - オープニングコーナーに出演。
- 嬢識～知りたGirly～（2009年6月2日 - 7月24日、テレビ朝日） - レギュラー。
- 雑学王（2011年2月14日・4月11日・4月18日・6月20日・8月22日・8月29日、テレビ朝日）
- アイドルの穴2011日〜テレジェニックを探せ!〜（2011年4月3日 - 5月8日、日本テレビ） - 候補生。
- 日テレG+スペシャル（2012年6月17日 - 、日テレG+） - リポーター。
- ギルガメッシュLIGHT （2012年8月3日 - 12月21日、BSジャパン）- G9（仮）2期生。
- 徳光和夫の週刊ジャイアンツ （2012年8月20日、日テレG+） - リポーター。

### テレビドラマ
- 土曜ワイド劇場「西村京太郎トラベルミステリー63 長野新幹線〜飯山線湯けむり殺人ルート!」(2015年1月10日、テレビ朝日）
- 実況される男 最終回（2016年12月23日、フジテレビ）
- でも、結婚したいっ！～BL漫画家のこじらせ婚活記～（2017年4月4日、KTV/フジテレビ系）
- フジテレビ開局60周年特別企画「報道スクープ映像 昭和・平成の衝撃事件!大追跡SP」 - 再現ドラマ『疑惑の真相 ロス銃撃事件!刑事たちの戦い』（2019年3月31日、フジテレビ系）
- TBS金曜ドラマ「インハンド」 第8話（2019年5月31日、TBSテレビ）

### 映画
- SS エスエス（2008年1月12日、リベロ、監督:小林義則） - ミユウ 役
- 新宿スワンⅡ（2017年1月21日、ソニー・ピクチャーズ エンタテインメント、監督:園子温）

### オリジナルビデオ
- デモンバスタークラブ 乙女たちの絶対領域（2007年1月1月26日、タキ・コーポレーション） - 本郷ミユ 役

### CM
- ガンプラをつくろう（2006年3月 - 2007年3月、バンダイ）
- CRスーパー海物語IN沖縄2（2009年10月 - 、三洋物産）
- 真露ジャパン「ジンロマッコリ」TRY!マッコリ・渡辺未優・マッチャッコリ 「マッチャッコリ」篇（2013年、真露ジャパン）
- インベスターズクラウド アプリではじめるアパート経営「TATERU」（2015年11月）
- 日産自動車「日産カーライフ保険プラン」WEB CM（2017年、日産自動車）
- キリン プラズマ乳酸菌iMUSE「トレンディの法則」WEB CM（2017年 - 2018年、キリン）
- 楽天「ワンデリバリー」構想 WEB CM（2018年、楽天）
- 家族型ロボットLOVOT「LOVE STORY」（2019年、GROOVE X）
- Sun Life TV CM（2020年、香港・Sun Life）
- 香港オーシャンパーク CM（2020年、香港オーシャンパーク）
- HSBC CM（2020年、香港・HSBC）
- ネスカフェ CM（2021年、香港・ネスカフェ）

### イベント
- 東京ゲームショウ2017（2017年9月21日 - 24日、幕張メッセ） - ときめきアイドル ON THE STAGE「Try to Star!!」ステージMC[11]

## 書籍

### 写真集
- 未優14歳（2005年9月23日、ぶんか社）
- 未優16歳（2008年2月20日、晋遊舎） - ISBN 978-4-88380-723-9。
- 三洋イメージガール4代目ミスマリンちゃん写真集海物語（2009年11月7日、辰巳出版） - ISBN 978-4-7778-0725-3。

### 雑誌
- エルティーン（近代映画社） - 専属モデル。
- BLACK BOX（2009年3月号 -） - 連載・グラビア。
- パチンコ必勝本DREAMS（2009年11月号 - ） - 連載。
- 金のEX（2009年11月号 - ） - 連載・表紙。
- DVDヨロシク!（2009年10月） - 表紙・グラビア。
- べっぴんDMM（2009年11月） - 表紙・グラビア。
- 週刊実話（2009年10月・2010年1月） - 表紙・グラビア。
- ウォー!B組（2011年1月） - 表紙・グラビア。